# Mancomunidad Aguas de Santa Teresa
La mancomunidad Aguas de Santa Teresa es una agrupación administrativa de municipios en la provincia de Salamanca, Castilla y León, España.

## Municipios
- Anaya de Alba (Anejos: Galindo Béjar, Herrezuelo, Narrillos y Sambelín)
- Armenteros (Anejos: Íñigo Blasco, Navahombela, Pero Fuertes, Revalvos y Revilla de Codes)
- Chagarcía Medianero (Anejo: Juarros)
- Galinduste (Anejos: Andarromero, Gutiérrez Velasco Álvarez y Martín Pérez)
- Horcajo Medianero (Anejos: Padiernos, Sanchopedro de Abajo, Sanchopedro de Arriba, Valdejimena y Valverde de Gonzaliáñez)
- Larrodrigo (Anejos: Carabias y Gallegos de Crespes)
- Pelayos (Anejos: Cañal, Derrengada-Valhondos, Romanas, Santa Teresa, Torre Clemente de Abajo, Torre Clemente de Arriba y Velayos)
- La Tala